# 費金
费金（英語：Fagin，/ˈfeɪɡɪn/）是狄更斯1838年出版的小说《雾都孤儿》中的一个角色。在小说的序言中，他不可描述成一个“被窃物的收赃者”。他是一伙大部分由孩子组成的窃盗集团（包括机灵鬼道格和查理·贝茨）的领头人，教唆孩子们做扒手或干其他非法勾当来谋生借以得到费金的庇护。他最显著的特点是不厌其烦伪善的称呼他人为“亲爱的”（my dear）。在蒙克斯的叙述中，他将“二十几个”孩子变成了罪犯。

## 所展现的反犹太主义
费金成为了狄更斯作品中最具反犹太主义争议的角色。在《雾都孤儿》中他贪婪成性，利用儿童，强制带走忒斯特并虚伪的告诉他“要感恩”，这些情节都是他成为了最经典的反派。而他本人犹太人的身份则使“贪婪的犹太人”这种刻板印象在读者心中进一步加深。
《雾都孤儿》在前38章，出现了257次称呼费金为“犹太佬”（The Jew），41次称他为“老家伙”。对伦敦街区生活深有了解的狄更斯本人谈及为什么要把费金的人物设定设为犹太人时说：”很不幸的事实是，在这个故事所反映的时代中，大多数犯罪人员都是犹太人”。